# Saint-Hilaire, Essonne
Saint-Hilaire är en kommun i departementet Essonne i regionen Île-de-France i norra Frankrike. Kommunen ligger i kantonen Étampes som tillhör arrondissementet Étampes. År 2022 hade Saint-Hilaire 402 invånare.

## Befolkningsutveckling
Antalet invånare i kommunen Saint-Hilaire
| Referens: INSEE |